# Górka
Górka [pronunciación en polaco: /ˈɡurka/] es un pueblo en el distrito administrativo de Gmina Wicko, dentro del condado de Lębork, Voivodato de Pomerania, en el norte de Polonia. Se encuentra a unos 3 kilómetros al oeste de Wicko, 18 kilómetros al noroeste de Lębork, y 77 kilómetros al noroeste de la capital regional Gdańsk.
El pueblo tiene una población de 90 habitantes.